# Nuoto artistico ai campionati europei di nuoto 2022 - Programma tecnico duo femminile
La competizione di duo femminile programma libero di nuoto artistico ai Campionati europei di nuoto 2022 si è disputata il 15 agosto 2022 presso il Foro Italico di Roma, in Italia.

## Risultati
La finale si è svolta alle ore 09:30.
| Pos     | Sincronetta | Nazione                                      | Punti   |
| ------- | ----------- | -------------------------------------------- | ------- |
| Oro     | Ucraina     | Maryna Aleksiiva Vladyslava Aleksiiva        | 92.8538 |
| Argento | Austria     | Anna-Maria Alexandri Eirini-Marina Alexandri | 91.9852 |
| Bronzo  | Italia      | Linda Cerruti Costanza Ferro                 | 90.3577 |
| 4       | Grecia      | Sofia Malkogeorgou Evangelia Platanioti      | 88.4669 |
| 5       | Paesi Bassi | Bregje de Brouwer Marloes Steenbeek          | 85.9743 |
| 6       | Israele     | Shelly Bobritsky Ariel Nassee                | 84.3681 |
| 7       | Regno Unito | Kate Shortman Isabelle Thorpe                | 84.2598 |
| 8       | Germania    | Marlene Bojer Michelle Zimmer                | 83.6096 |
| 9       | Svizzera    | Ilona Fahrni Babou Schupbach                 | 81.1615 |
| 10      | San Marino  | Jasmine Verbena Jasmine Zonzini              | 79.3951 |
| 11      | Rep. Ceca   | Karolína Klusková Aneta Mrázková             | 78.0686 |
| 12      | Ungheria    | Linda Farkas Boglárka Gács                   | 76.5595 |
| 13      | Bulgaria    | Nia Atanasova Dalia Penkova                  | 74.9435 |
| 14      | Serbia      | Sofija Džipković Jelena Kontić               | 73.8506 |
| 15      | Danimarca   | Karoline Christensen Mia Heide               | 68.7978 |
| 16      | Svezia      | Anna Hogdal Clara Ternstrom                  | 68.5743 |
| 17      | Malta       | Thea Blake Ana Culic                         | 64.3190 |
| 18      | Turchia     | Ece Üngör Selin Telci                        | 63.1037 |